# Eurolimnornis
Eurolimnornis è il nome dato a un genere monotipico di pterosauro vissuto nel Cretaceo inferiore, circa 143 milioni di anni fa (Berriasiano), nei depositi di Cornet, vicino Oradea, Romania. Il genere contiene una singola specie, ossia E. corneti. 
Nel 1986, Eugen Kessler e Tiberiu Jurcsák diedero il nome Eurolimnornis cornetiad un frammento di un omero destro scoperto nella località del Conert, risalente al Cretaceo inferiore nella Romania nordoccidentale. Originariamente, Kessler e Jurcsák identificarono l'omero come appartenente ad svasso primitivo, il che portò al nome Eurolimnornis, che significa "uccello di lago europeo" in greco. Successive ricerche mise in dubbio tale identificazione, e nel 2012, un documento di Federico Agnolin e David Varricchio ha sottolineato che l'omero di Eurolimnornis mostra diverse caratteristiche presenti solo negli pterosauri. L'olotipo e unico materiale finora conosciuto (MTCO-P 7896) è un frammento distale dell'omero destro, che fu inizialmente attribuito alla stessa specie dell'esemplare di Palaeocursornis corneti, un possibile sinonimo anch'esso originariamente identificato come un uccello.
L'esemplare è costituito dalla porzione distale dell'omero destro, di circa 2 centimetri (3/4 pollici) di lunghezza, 1,3 centimetri (1/2 pollici) di larghezza. Tra le caratteristiche tipiche da pterosauro riscontrate da Agnolin e Varricchio vi è una depressione brachiale profonda e allungata con bordi mal definiti, una vasta e profonda depressione al gomito non legata da una cresta, un profondo forame pneumatico sopra i condili distali, così come un largo forame pneumatico dietro i condili distali e una troclea con solco. Una volta completato, l'omero era probabilmente lungo 6-8 centimetri (2,5-3 pollici). L'albero omerale è ovale in sezione trasversale, ma si appiattisce e si allarga più vicino al gomito. Eurolimnornis era un piccolo pterosauro, con una probabile apertura alare vicina a 1 metro (39 pollici).
Agnolin e Varricchio non assegnarono Eurolimnornis a nessun lignaggio di Pterosauria in particolare a causa della sua natura incompleta. Difatti il frammento d'omero non presenta nessuna caratteristica presente negli ornithocheiroidi e negli azhdarchoidi.
I resti di Eurolimnornis sono stati ritrovati in depositi datati al Berriasiano, circa 143 milioni di anni fa, a Cornet, in Romania. Eurolimnornis visse in quello che allora era un arcipelago di isole vulcaniche e coralline nell'est dell'oceano piemontese-ligure. Il suo habitat era un terreno collinoso e carsico con numerosi fiumi, laghi e paludi. Dato che questo arcipelago si trova a circa 35 °N di latitudine in un clima più caldo e umido di quello di oggi, l'ambiente doveva essere più o meno simile ai Caraibi di oggi o all'Indonesia.(Benton et al., 1997)